# Ophiogramma coenobiata
Ophiogramma coenobiata là một loài bướm đêm trong họ Geometridae.